# Jean-Claude Talon
Jean-Claude Talon est un Béninois. Il est le président de la Confédération africaine de tennis (CAT) et le président de la Fédération béninoise de Tennis,,,. Il est le frère du Chef de l'Etat Patrice Talon.

## Biographie

### Carrière de Tennis et engagements
Jean-Claude Talon est une figure du tennis en Afrique et au Bénin qui occupe les postes de président de la Confédération africaine de tennis (CAT) et de la Fédération béninoise de tennis.
Réélu président de la fédération béninoise de tennis en 2021, Jean-Claude Talon s'est engagé dans le développement du tennis au Bénin et la promotion des jeunes talents et en renforçant les infrastructures sportives locales.
En octobre 2023, il a été élu président de la Confédération africaine de tennis pour un mandat de quatre ans. Cette élection s'est tenue à Nairobi, au Kenya. Son projet pour le développement du tennis africain a été salué par ses pairs,.

## Vie privée
Jean-Claude Talon est le frère du Chef de l'Etat Béninois Patrice Talon et l'oncle de l'homme d'affaire Lionel Talon,,.